# Ковель
Ко́вель (укр. Ко́вель) — город в Волынской области Украины. Административный центр Ковельского района и Ковельской городской общины.
Расположен в 70 км к северо-западу от областного центра города Луцка на реке Турья. Известен с 1518 года.

## География

### Физическая география
Ковель расположен на Полесской низменности, которая принадлежит к Восточноевропейской равнине. В геологическом ракурсе Ковель, как и вся северная часть области, лежит на Ковельском выступлении, который является частью древней дорифейской Восточноевропейской платформы.
В тектоническом строении соответствует Волыно-Подольской плите. По рельефу — низменность имеет небольшие повышения. Для неё характерна высокая лесистость, заболоченные площади и значительное количество торфяников. Город расположен в зоне смешанных лесов Украины.

## Население
Численность наличного населения города на 4 апреля 2024 года составила более 70 тысяч человек. Город принял около 4 500 внутренне перемещенных лиц из охваченных войной регионов на востоке и юге страны.
По данным переписи 2001 года, украинцы составляли 95,42 % населения города, русские — 3,65 %.

### Языковой состав
Родной язык населения, по данным переписи 2001 года:
| Язык       | Численность, чел. | Доля     |
| ---------- | ----------------- | -------- |
| Украинский | 62 995            | 95,77 %  |
| Русский    | 2 588             | 3,93 %   |
| Другое     | 194               | 0,30 %   |
| Итого      | 65 777            | 100,00 % |

Украинский язык является основным и единственным официальным языком города.
По данным Государственной службы статистики Украины, в 2023/24 учебном году все 140 494 учащихся в учреждениях общего среднего образования в Волынской области обучались в украиноязычных классах.

## История
В начале IX века на месте Ковеля было древнерусское поселение. Согласно ЭСБЕ, первое упоминание о Ковеле «относится к началу XIV века, когда Гедимин отдал его своему внуку Феодору Сангушко» в качестве центра Ковельского удельного княжества. Известна грамота польского короля Сигизмунда I от 1518 года с дозволением князю Василию Сангушку образовать из села Ковле город, предоставив ему Магдебургское право.
В 1543 году город перешёл в управление ковельских старост, которые занимались его благоустройством, были распорядителями королевских доходов, чинили суд и расправу над шляхтой и крестьянами.
Основу экономики города составляло мелкое товарное производство, обеспечивавшее потребности местного рынка.
В XVIII веке Ковель был значительным ремесленным и торговым центром Волыни. В 1795 году, после третьего раздела Польши, Ковель стал уездным городом Волынской губернии Российской империи.
Вторая половина XIX века была отмечена быстрым экономическим развитием города, особенно после реформы 1861 года. В это время через Ковель была проложена железная дорога Киев — Брест (1873), развивалась промышленность, в несколько раз выросло население. Ковель по значимости стал третьим городом Волынской губернии после Житомира и Ровно. В 1897 году население составляло 17 697 человек, в том числе евреи — 8502, русские — 4828, украинцы — 2093, поляки — 1651, немцы — 197.
В 1907 году был сооружён новый железнодорожный вокзал по проекту архитектора Александра Вербицкого. В городе в основном преобладали частные дома и сельскохозяйственные наделы.
В августе 1913 года в Ковеле началось издание ежедневной газеты «Юго-Западный край».
В начале XX века были построены несколько гостиниц. Работали табачная фабрика, винный склад, типография, книжный магазин, железнодорожная амбулатория, школы, гимназия. Действовали пять церквей.
В 1921 году по Рижскому договору, завершившему Советско-польскую войну, западная Волынь, включая современную Волынскую область, отошла Польше. В 1939 году Западная Украина была присоединена к УССР.
28 июня 1941 года город был оккупирован немецкими войсками. Уже тогда оккупанты начали истребление евреев, насчитывавших в Ковеле около 15 тысяч человек, что составляло половину населения города. 27 мая 1942 года в Ковеле были созданы два гетто — в Старом городе (для «бесполезных» евреев) и в Новом городе (для ремесленников и их семей). 3—5 июня 1942 года жители первого гетто (6—8 тысяч человек) были расстреляны на поляне возле деревни Бахов (7 км севернее Ковеля). Казни проводили СД, немецкая военная полиция и украинские полицейские. 19 августа 1942 года на еврейском кладбище оккупанты расстреляли евреев из гетто в Новом городе (5000 человек) и 150 цыган. Затем оба гетто были прочёсаны жандармами и полицией в поисках скрывающихся; захваченные были расстреляны на католическом кладбище (около 2000 жертв).
6 апреля 1943 года сотрудники украинской вспомогательной полиции Ковеля дезертировали, освободив при этом из концлагеря всех заключённых. Выбравшись из города, дезертиры присоединились к отрядам УПА.
В 1943—1945 годах в ходе этнических чисток отрядами УПА в Ковельском повяте было убито около 3750 поляков, в том числе 44 человека в самом Ковеле.
15—18 марта 1944 года в ходе Полесской наступательной операции Ковель был окружён войсками 2-го Белорусского фронта. Немецким командованием Ковель был объявлен фестунгом (укреплённым местом/крепостью). Штурм города продвигался медленно и был прекращён после успешного деблокирующего удара немецких войск в начале апреля 1944 года.
6 июля 1944 года Ковель был освобождён частями 47-й армии 1-го Белорусского фронта в ходе Белорусской операции. Приказом Верховного Главнокомандующего Вооружёнными Силами СССР № 0206 от 27 июля 1944 года девяти воинским соединениям и частям, освобождавшим город, было присвоено почётное наименование «Ковельских».
В 1977 году здесь построен и введён в эксплуатацию Ковельский мясокомбинат.
Ковель является одним из промышленно развитых городов Волынской области. Основная отрасль промышленности — переработка сельхозпродукции. В городе действуют завод сельскохозяйственных машин, завод строительных материалов. Есть мясо- и хлебокомбинат, швейная фабрика, ветсанзавод, молокозавод, а также предприятия, которые обслуживают железнодорожный транспорт.
День города в Ковеле празднуют 6 июля.

## Транспорт
Крупный железнодорожный узел Львовской железной дороги (до 1953 — Ковельской железной дороги). В городе сходятся 6 железнодорожных веток.
Городское пассажирское сообщение осуществляется малогабаритными маршрутными такси.

## Городские головы
- 1852—1862 — Крушевский, Вацлав Васильевич, городничий, отставной ротмистр
- 1885 — Стржелецкий, Людвиг Игнатьевич, городской голова[19]
- 1886 — Луцкевич, Емельян Васильевич, городской голова, мещанин[20]
- 1887—1897 — Чигирин, Пётр Петрович, городской голова, отставной полковник[21][22]
- 1900 — Кондратович, Александр Григорьевич, городской староста, мещанин
- 1913—1915 — Пирогов, Николай Михайлович, городской голова, надворный советник[23]
- с 1998 — Бойко, Владимир Иванович, городской голова, директор «Тепло-коммун энерго»
- с 2002 — Шевчук, Ярослав Иванович, городской голова, врач
- с 2006 — Кошарук, Сергей Дмитриевич, городской голова, предприниматель
- с 2010 — Киндэр, Олег Алексеевич, городской голова, предприниматель
- с 2020 — Чайка, Игорь Леонтьевич, городской голова, журналист[1]

## Галерея
- Воскресенский собор (XIX ст.)
- Старинное здание аптеки (XIX ст.)
- Железнодорожный вокзал
- Церковь Святого Михаила (XIX ст.)
- Памятник ликвидаторам чернобыльской аварии
- Большая синагога (XIX ст.)

## Города-побратимы
Ковель имеет 12 городов-побратимов:
- Хелм, Польша (1995)
- Буча, Украина (2001)
- Вальсроде, Германия (2003)
- Легьоново, Польша (2005)
- Утена, Литва (2005)
- Бжег-Дольны, Польша (2005)
- Ленчна, Польша (2006)
- Смела, Украина (2006)
- Красныстав, Польша (2008)
- Барзингхаузен, Германия (2008)
- Чамбли, США (2022)
- Саарбрюккен, Германия (2023)

### Бывшие города-побратимы
- Ржев, Россия (2003—2016[25])
- Пинск, Беларусь (2003—2022[26])

## Почетные граждане города
- Булгаков, Василий Иванович (1910—1994) — советский военачальник, генерал-лейтенант.